# Leichtathletik-Weltmeisterschaften 2022/Teilnehmer (Belgien)
| Gelbes Symbol für Goldmedaillen mit stilisierten Olympischen Ringen | Graues Symbol für Silbermedaillen mit stilisierten Olympischen Ringen | Braundes Symbol für Bronzemedaillen mit stilisierten Olympischen Ringen |
| ------------------------------------------------------------------- | --------------------------------------------------------------------- | ----------------------------------------------------------------------- |
| 1                                                                   | –                                                                     | 2                                                                       |

Der Leichtathletikverband von Belgien nahm an den Leichtathletik-Weltmeisterschaften 2022 in Eugene mit 30 Athletinnen und Athleten teil.

## Medaillengewinnerinnen
| Medaille | Athletin                                                               | Disziplin   |
| -------- | ---------------------------------------------------------------------- | ----------- |
| Gold     | Nafissatou Thiam                                                       | Siebenkampf |
| Bronze   | Bashir Abdi                                                            | Marathon    |
| Bronze   | Dylan Borlée Kevin Borlée Alexander Doom Jonathan Sacoor Julien Watrin | 4 × 400 m   |

## Ergebnisse

### Männer

#### Laufdisziplinen
| Athlet                                                                 | Disziplin        | Vorlauf        | Vorlauf | Halbfinale | Halbfinale | Finale          | Finale |
| Athlet                                                                 | Disziplin        | Zeit           | Platz   | Zeit       | Platz      | Zeit            | Platz  |
| ---------------------------------------------------------------------- | ---------------- | -------------- | ------- | ---------- | ---------- | --------------- | ------ |
| Dylan Borlée                                                           | 400 m            | 45,70 s        | 12      | 45,41 s    | 12         | DNQ             | DNQ    |
| Kevin Borlée                                                           | 400 m            | 45,72 s        | 13      | 45,26 s    | 14         | DNQ             | DNQ    |
| Alexander Doom                                                         | 400 m            | 46,18 s        | 25      | 45,80 s    | 19         | DNQ             | DNQ    |
| Eliott Crestan                                                         | 800 m            | 1:46,61 min    | 24      | DNQ        | DNQ        | –               | –      |
| Ismael Debjani                                                         | 1500 m           | 3:39,96 min    | 30      | DNQ        | DNQ        | –               | –      |
| Ruben Verheyden                                                        | 1500 m           | 3:39,46 min    | 34      | DNQ        | DNQ        | –               | –      |
| Isaac Kimeli                                                           | 10.000 m         |                |         |            |            | 27:43,50 min SB | 10     |
| Bashir Abdi                                                            | Marathon         |                |         |            |            | 2:06:48 h       | Bronze |
| Lahsene Bouchikhi                                                      | Marathon         |                |         |            |            | DNF             |        |
| Thomas De Bock                                                         | Marathon         |                |         |            |            | 2:11:54 h SB    | 30     |
| Julien Watrin                                                          | 400 m Hürden     | 49,83 s        | 18      | 49,52 s    | 14         | DNQ             | DNQ    |
| Tim Van De Velde                                                       | 3000 m Hindernis | 9:03,11 min    | 40      |            |            | DNQ             | DNQ    |
| Dylan Borlée Kevin Borlée Alexander Doom Jonathan Sacoor Julien Watrin | 4 × 400 m        | 3:01,96 min SB | 1       |            |            | 2:58,72 min SB  | Bronze |

#### Sprung/Wurf
| Athlet         | Disziplin      | Qualifikation | Qualifikation | Finale     | Finale |
| Athlet         | Disziplin      | Weite/Höhe    | Platz         | Weite/Höhe | Platz  |
| -------------- | -------------- | ------------- | ------------- | ---------- | ------ |
| Thomas Carmoy  | Hochsprung     | 2,25 m        | 17            | DNQ        | DNQ    |
| Ben Broeders   | Stabhochsprung | 5,75 m        | 04            | 5,70 m     | 11     |
| Philip Milanov | Diskuswurf     | 61,47 m       | 21            | DNQ        | DNQ    |

### Frauen

#### Laufdisziplinen
| Athletin                                                                                   | Disziplin    | Vorlauf        | Vorlauf | Halbfinale | Halbfinale | Finale       | Finale |
| Athletin                                                                                   | Disziplin    | Zeit           | Platz   | Zeit       | Platz      | Zeit         | Platz  |
| ------------------------------------------------------------------------------------------ | ------------ | -------------- | ------- | ---------- | ---------- | ------------ | ------ |
| Imke Vervaet                                                                               | 200 m        | 23,28 s        | 30      | DNQ        | DNQ        | –            | –      |
| Camille Laus                                                                               | 400 m        | 52,56 s        | 31      | DNQ        | DNQ        | –            | –      |
| Naomi Van Den Broeck                                                                       | 400 m        | 53,16 s        | 40      | DNQ        | DNQ        | –            | –      |
| Vanessa Scaunet                                                                            | 800 m        | 2:04,07 min    | 41      | DNQ        | DNQ        | –            | –      |
| Elise Vanderelst                                                                           | 1500 m       | 4:10,45 min    | 35      | DNQ        | DNQ        | –            | –      |
| Sara Benfarès                                                                              | Marathon     |                |         |            |            | 2:31:06 h SB | 19     |
| Anne Zagré                                                                                 | 100 m Hürden | 14,09 s        | 36      | DNQ        | DNQ        | -            | -      |
| Paulien Couckuyt                                                                           | 400 m Hürden | 55,42 s        | 17      | 55,42 s    | 19         | DNQ          | DNQ    |
| Paulien Couckuyt Nina Hespel Camille Laus Helena Ponette Naomi Van Den Broeck Imke Vervaet | 4 × 400 m    | 3:28,02 min SB | 02      |            |            | 3:26,29 min  | 06     |

#### Sprung/Wurf
| Athletin              | Disziplin  | Qualifikation | Qualifikation | Finale     | Finale |
| Athletin              | Disziplin  | Weite/Höhe    | Platz         | Weite/Höhe | Platz  |
| --------------------- | ---------- | ------------- | ------------- | ---------- | ------ |
| Vanessa Sterckendries | Hammerwurf | 67,88 m       | 24            | DNQ        | DNQ    |

#### Siebenkampf
| Athletin         | Disziplin | 100 m Hürden | Hochsprung | Kugelstoßen | 200 m      | Weitsprung | Speerwurf  | 800 m        | Punkte  | Platz |
| ---------------- | --------- | ------------ | ---------- | ----------- | ---------- | ---------- | ---------- | ------------ | ------- | ----- |
| Nafissatou Thiam | Ergebnis  | 13,21 s PB   | 1,95 m CHB | 15,03 m SB  | 24,39 s    | 6,59 m     | 53,01 m SB | 2:13,00 m PB | 6947 WL | Gold  |
| Nafissatou Thiam | Punkte    | 1093         | 1171       | 863         | 944        | 1036       | 919        | 921          | 6947 WL | Gold  |
| Noor Vidts       | Ergebnis  | 13,20 s SB   | 1,83 m     | 14,43 m PB  | 23,92 s SB | 6,33 m     | 41,62 m SB | 2:08,50 m PB | 6559 SB | 5     |
| Noor Vidts       | Punkte    | 1094         | 1016       | 823         | 988        | 953        | 698 SB     | 987          | 6559 SB | 5     |

### Mixed

#### Laufdisziplinen
| Athletin/Athlet                                                                                | Disziplin | Vorlauf        | Vorlauf | Finale | Finale |
| Athletin/Athlet                                                                                | Disziplin | Zeit           | Platz   | Zeit   | Platz  |
| ---------------------------------------------------------------------------------------------- | --------- | -------------- | ------- | ------ | ------ |
| Kevin Borlée Alexander Doom Christian Iguacel Camille Laus Helena Ponette Naomi Van Den Broeck | 4 × 400 m | 3:16,01 min SB | 7       | DNQ    | DNQ    |